# 大學大馬路
大學大馬路 （葡萄牙語：Avenida da Universidade）位於澳門大學新校區的馬路，是路氹城從河底隧道首先到達校區最長的車道。

## 歷史沿革

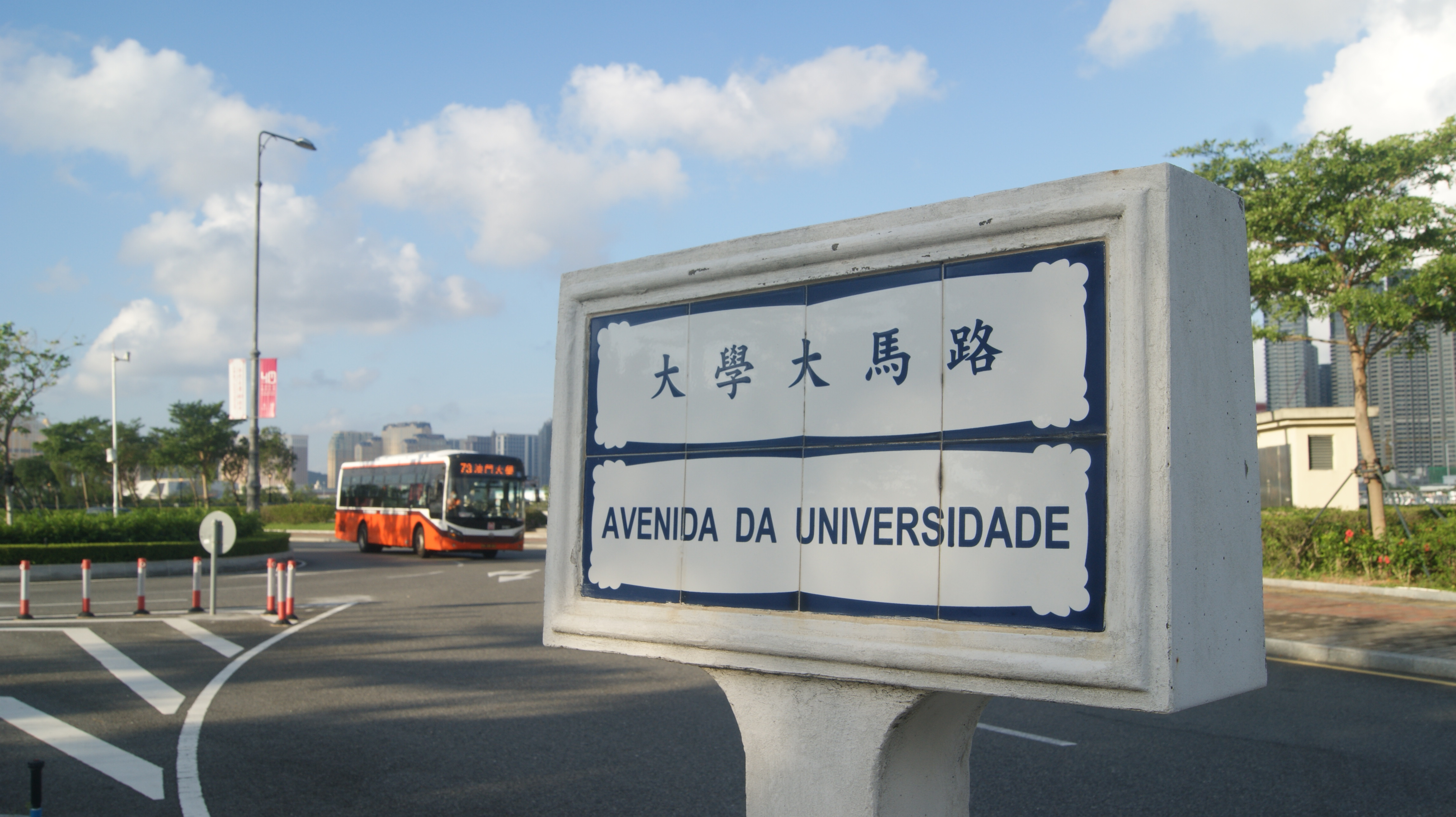
大學大馬路路牌

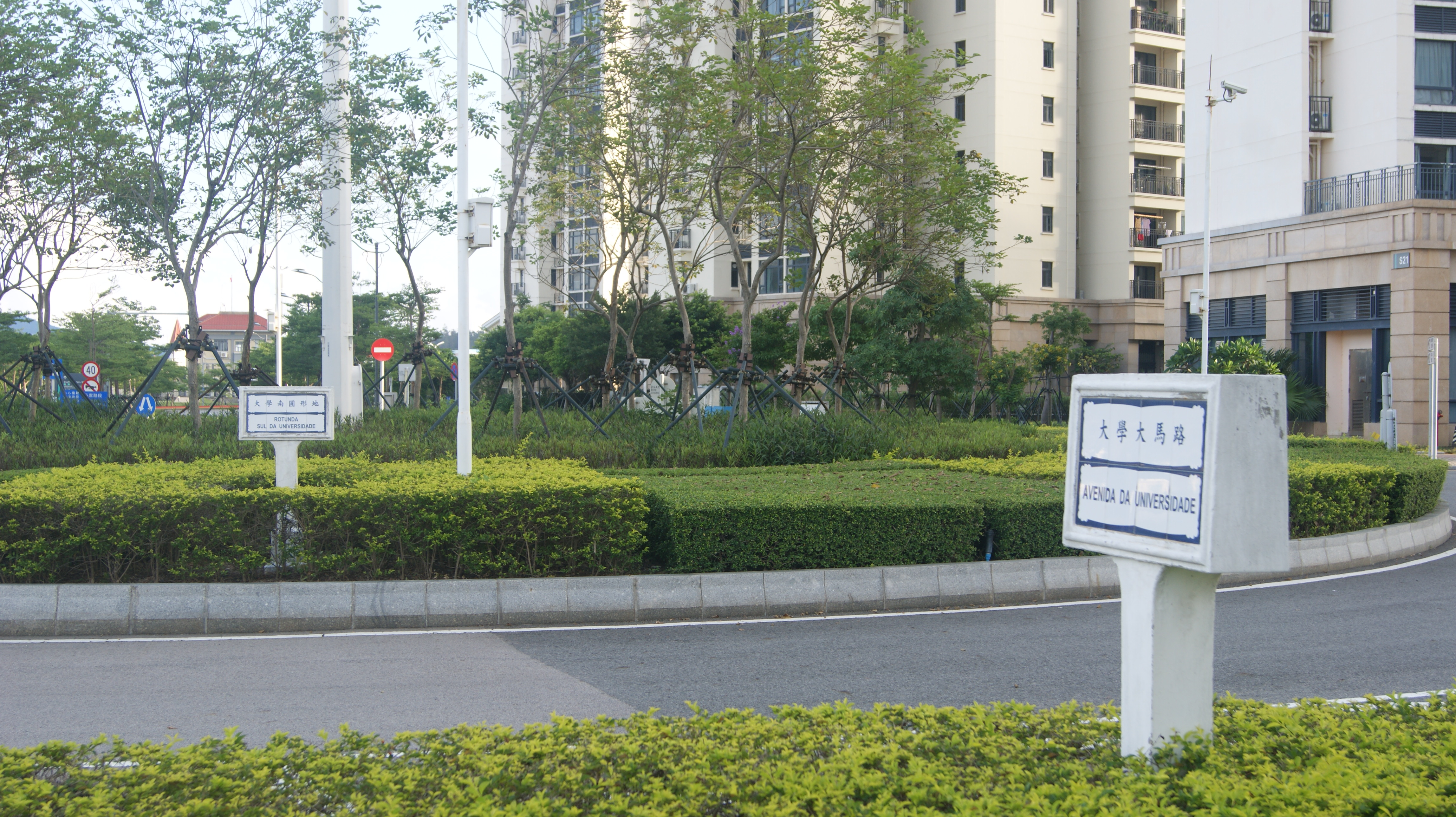
大學南圓形地

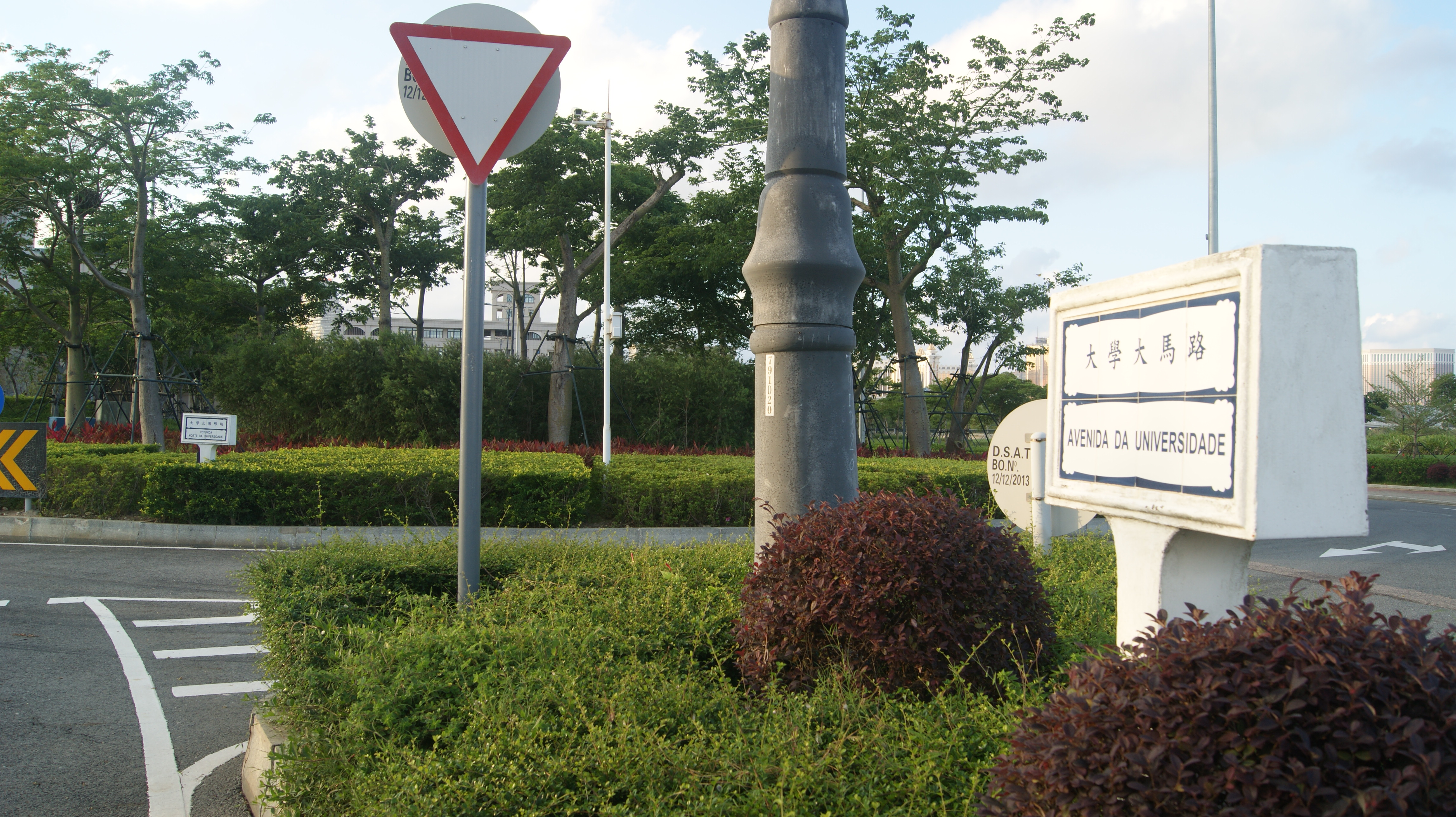
大學北圓形地

橫琴地區屬於嘉模堂區，馬路整體範圍由大學南圓形地開始，沿經士林街的中銀百年紀念大樓樓群，至大學北圓形地的宿舍地區為止。

## 相關街道
- 士林街
- 明德大馬路
- 強身大馬路

## 沿途地點
- 澳門大學伍宜孫圖書館
- 澳大河底人行隧道入口

- 大學展館
- 中銀百年紀念大樓
- 劉少榮樓
- 中央教學樓東五座至東七座
- 研究生宿舍南一座
- 研究生宿舍南三座

## 交通
公共巴士：71、71S、72、73、73S、N6

澳門大學環校穿梭巴士